# Ляйнгартен
Ляйнгартен (нім. Leingarten) — громада в Німеччині, знаходиться в землі Баден-Вюртемберг. Підпорядковується адміністративному округу Штутгарт. Входить до складу району Гайльбронн.
Площа — 23,48 км2. Населення становить 11 741 ос. (станом на 31 грудня 2020).